# حوزه انتخابیه دوم پنسیلوانیا
حوزه انتخابیه دوم پنسیلوانیا یک حوزه انتخابیه مجلس نمایندگان آمریکا است که در ایالت پنسیلوانیا قرار دارد.